# 바르나바의 사촌 마르코
바르나바의 사촌 마르코 (개신교: 바나바의 사촌 마가)는 신약성경의 인물로, 요한 마르코, 복음사가 마르코와 동일인물로 여겨진다. 그러나 로마의 히폴리투스는 이 둘이 다른 사람이라는 의견을 기록으로 남긴 바 있다.

## 성경 기록
바울은 바르나바의 사촌 마르코를 골로새서 4장 10절에서 언급하고 있다.
나와 함께 갇혀 있는 아리스다르코가 여러분에게 문안합니다. 또 바르나바의 사촌 마르코도 문안합니다. -마르코가 가거든 잘 영접하라는 지시를 여러분이 이미 받았을 줄 압니다.-

- 골로새서 4:10 (공동번역)
따라서 마르코는 바울의 첫 번째 로마 투옥때 함께였음이 분명한데, 이는 바울이 이 시기에 골로새서를 포함한 네 개의 옥중 서신(에베소서, 빌레몬서, 빌립보서)를 작성했기 때문이다.

바울은 이 마르코를 빌레몬서 24절에서도 언급하는데, 이 서신은 골로새서와 같은 시기에 쓰여 같은 운반인인 디키고(골로새서 4장 7절)를 통해 골로새서로 전달된 것이다.
그리고 나의 동료들 마르코와 아리스다르코와 데마와 루가도 문안합니다.

- 빌레몬서 1:24 (공동번역)

## 전승
히폴리투스의 저작 <70인의 제자에 대하여>에서는, 바르나바의 사촌 마르코는 사도행전 12장 12절; 13장 5, 13절; 15장 37절에서 언급되는 요한 마르코와, 디모데후서 4장 11절에서 등장하는 복음사가 마르코와 다른 인물이라고 전한다. 이 저작에서는 이 세 사람을 70인의 제자에 각각 다른 사람으로 등재하였다. 히폴리투스는 바르나바의 사촌 마르코가 초대교회의 지도자로, 아폴로니아의 주교라고 전하고 있다. 아폴로니아는 그리스, 트라키아, 키레나이카 중 한 곳으로 비정된다.